# Richard Potter (empresario)
Richard Potter (23 de julio de 1817 - 11 de enero de 1892) fue un abogado y empresario financiero británico de la época victoriana, presidente del Great Western Railway entre 1863 y 1865.

## Primeros años
Potter era hijo de Richard Potter, diputado radical inconformista del Partido Liberal por Wigan, y miembro fundador del Little Circle (un grupo que propugnaba la reforma social). Su tío era Thomas Potter, alcalde de Mánchester. Su padre y su tío eran exitosos hombres de negocios e inversores en el nuevo periódico Manchester Guardian de John Edward Taylor. Su segunda formación del Little Circle dio como resultado la aprobación de la Ley de reforma de 1832.
Richard Potter nació en 1817 en Ashton-under-Lyne, Lancashire. Era hijo del ya mencionado Richard Potter y de Mary Seddon, siendo educado en el credo unitario. Su padre ocupó el escaño por Wigan hasta 1839, reemplazado por William Ewart del partido radical. Posteriormente trasladó su familia a Gloucester, donde perdió el proceso para poder representar a la circunscripción ante Maurice Berkeley, primer barón FitzHardinge. Richard Potter padre murió en julio de 1842.

## Carrera de negocios
Admitido en la barra de abogados en 1840, Potter invirtió en el negocio de importación de madera Price & Co. ubicado en Gloucester, que por entonces era un importante puerto comercial del suroeste de Inglaterra. 

### Price & Co.
A partir de 1849, Price & Co. se convirtió en proveedor de madera para William Eassie, quien a su vez suministraba traviesas al Ferrocarril de Gloucester y Dean Forest. La empresa de Eassie se diversificó después del período de auge ferroviario en Gran Bretaña, comercializando diversos artículos de carpintería como ventanas y puertas, así como cabañas de madera prefabricadas para los buscadores de oro en Australia.
Con el estallido de la Guerra de Crimea en 1854, el Gobierno quiso habilitar refugios para sus tropas a medida que avanzaba el invierno. Potter sugirió enviar cabañas de madera prefabricadas similares a las de Eassie, con lo que Price & Co. se aseguró un pedido de 500 cabañas realizado por el ejército británico, una cantidad similar a la suministrada por un contratista de Portsmouth. El equipo de Eassie diseñó cabañas para acomodar de 20 a 30 hombres acostados en dos filas pies frente a pies, con un pasillo de 4 pies (1,2 m) de ancho en el centro. Las casetas producidas finalmente tenían 28 pies (8,5 m) de largo por 16 pies (4,9 m) de ancho, con una sola puerta y ventana en un extremo y dos ventanas correderas en el otro extremo.
Potter viajó a Francia poco después y obtuvo un encargo del emperador Napoleón III para otras 1850 cabañas con un diseño ligeramente modificado. Unos soldados del ejército francés llegaron a Gloucester Docks en diciembre de 1854 para aprender a montar las cabañas. El suministro se retrasó por la necesidad de transferir las piezas empaquetadas desde las vías de gran ancho del Great Western Railway a las vías de ancho estándar, y los últimos envíos salieron desde los muelles de Southampton en enero de 1855.
Después de terminar el proyecto francés, Isambard Kingdom Brunel se puso en contacto con Price & Co. para producir un hospital, como se había acordado entre el Gobierno y Florence Nightingale. Brunel diseñó una sala para albergar a 50 pacientes, con 90 pies (27,4 m) de largo por 40 pies (12,2 m) de ancho, dividida en dos pabellones, con baños y almacenes. A continuación, diseñó el Hospital de Renkioi para 1000 pacientes, utilizando 60 de las unidades de Price & Co. Después de que el padre de Eassie viera el defectuoso estado del montaje de las cabañas del ejército británico en Balaklava, envió a su hijo a supervisar la construcción del hospital, que se estaba finalizando cuando cesaron las hostilidades en abril de 1856.
En agosto de 1855, la sociedad Price & Co./Eassie recibió otro pedido del gobierno para mejorar el diseño de las cabañas. Entre septiembre y octubre de 1855, se enviaron más de 6800 toneladas de unidades desmontadas directamente desde los muelles de Gloucester a Balaklava, para evitar demoras en el viaje en tren hasta Southampton.

## Negocio ferroviario
En 1849, Potter se unió a la junta del Great Western Railway. Considerado un personaje impopular, renunció a la junta de la compañía por primera vez en 1856.
En 1860 se convirtió en el primer presidente de la Compañía de Coches y Vagones Ferroviarios de Gloucester, y en inversor y director del Ferrocarril de Midland Oeste (WMR), de forma que cuando se fusionó con el GWR en 1863, Potter volvió a la junta de la compañía y rápidamente fue elegido presidente. Durante su período en el cargo, consolidó las acciones del GWR e introdujo un fondo de jubilación para toda la fuerza laboral. Potter renunció por segunda vez en 1865 porque el trabajo le impedía prestar la debida atención a sus asuntos privados.
La aprobación de la Ley de América del Norte Británica de 1867 incluyó la disposición de un Ferrocarril Intercolonial para enlazar con el Ferrocarril Grand Trunk en Rivière-du-Loup. En 1869, como parte de su inversión en el Ferrocarril Grand Trunk y su recuperación propuesta después de la guerra civil estadounidense, vivió en Boston. También residió en Nueva York durante un tiempo en 1874.

## Política
En 1864, Potter fue escrutado como posible candidato parlamentario por el distrito de Pembroke.

## Familia
Potter se casó con Laurencina Heyworth, hija del comerciante de Liverpool Lawrence Heyworth y de su esposa Elizabeth (de soltera Aked), el 13 de agosto de 1844 en la iglesia St. Mary the Virgin en West Derby, Lancashire. La pareja tuvo diez hijos:
- Lawrencina (1845-1906), que se casó con Robert Durning Holt.
- Catherine Courtney, baronesa Courtney de Penwith (1847-1929), trabajadora social e internacionalista.
- Mary Elizabeth (1849-1923).
- Georgina (1850-1914), el 11 de septiembre de 1873 se casó con Daniel Meinertzhagen. Murió el 5 de junio de 1910 en Brookwood Park.
- Blanche (1851-1905).
- Theresa (1852–1893), primera esposa de Charles Cripps, primer barón Parmoor.
- Margaret Heyworth (1854-1921), que se casó con Henry Hobhouse.[8]
- Beatrice Webb, baronesa Passfield (1858-1943), reformadora social.
- Richard (1862-1864).
- Rosalind (1865–1949), madre de Kitty Muggeridge.

Casi todos los hijos, yernos y nietos de Potter se hicieron famosos.
|               |               |               |               |               |               |  |  |                  |                  |                  |                  |                  |                  |  |  |                |                |                |                |                 |                 |                 |                 | Richard Potter  | Richard Potter  | Richard Potter | Richard Potter | Richard Potter | Richard Potter |  |  | Lawrencina Potter | Lawrencina Potter | Lawrencina Potter | Lawrencina Potter | Lawrencina Potter | Lawrencina Potter |  |  |                   |                   |                   |                   |                   |                   |  |  |                 |                 |                 |                 |                 |                 |  |  |               |               |               |               |               |               |  |  |             |             |             |             |             |             |
|               |               |               |               |               |               |  |  |                  |                  |                  |                  |                  |                  |  |  |                |                |                |                |                 |                 |                 |                 | Richard Potter  | Richard Potter  | Richard Potter | Richard Potter | Richard Potter | Richard Potter |  |  | Lawrencina Potter | Lawrencina Potter | Lawrencina Potter | Lawrencina Potter | Lawrencina Potter | Lawrencina Potter |  |  |                   |                   |                   |                   |                   |                   |  |  |                 |                 |                 |                 |                 |                 |  |  |               |               |               |               |               |               |  |  |             |             |             |             |             |             |
|               |               |               |               |               |               |  |  |                  |                  |                  |                  |                  |                  |  |  |                |                |                |                |                 |                 |                 |                 |                 |                 |                |                |                |                |  |  |                   |                   |                   |                   |                   |                   |  |  |                   |                   |                   |                   |                   |                   |  |  |                 |                 |                 |                 |                 |                 |  |  |               |               |               |               |               |               |  |  |             |             |             |             |             |             |
|               |               |               |               |               |               |  |  |                  |                  |                  |                  |                  |                  |  |  |                |                |                |                |                 |                 |                 |                 |                 |                 |                |                |                |                |  |  |                   |                   |                   |                   |                   |                   |  |  |                   |                   |                   |                   |                   |                   |  |  |                 |                 |                 |                 |                 |                 |  |  |               |               |               |               |               |               |  |  |             |             |             |             |             |             |
| Kate Courtney | Kate Courtney | Kate Courtney | Kate Courtney | Kate Courtney | Kate Courtney |  |  | Leonard Courtney | Leonard Courtney | Leonard Courtney | Leonard Courtney | Leonard Courtney | Leonard Courtney |  |  | Theresa Cripps | Theresa Cripps | Theresa Cripps | Theresa Cripps | Theresa Cripps  | Theresa Cripps  |                 |                 | Charles Cripps  | Charles Cripps  | Charles Cripps | Charles Cripps | Charles Cripps | Charles Cripps |  |  | Marian Cripps     | Marian Cripps     | Marian Cripps     | Marian Cripps     | Marian Cripps     | Marian Cripps     |  |  | Margaret Hobhouse | Margaret Hobhouse | Margaret Hobhouse | Margaret Hobhouse | Margaret Hobhouse | Margaret Hobhouse |  |  | Henry Hobhouse  | Henry Hobhouse  | Henry Hobhouse  | Henry Hobhouse  | Henry Hobhouse  | Henry Hobhouse  |  |  | Beatrice Webb | Beatrice Webb | Beatrice Webb | Beatrice Webb | Beatrice Webb | Beatrice Webb |  |  | Sidney Webb | Sidney Webb | Sidney Webb | Sidney Webb | Sidney Webb | Sidney Webb |
| Kate Courtney | Kate Courtney | Kate Courtney | Kate Courtney | Kate Courtney | Kate Courtney |  |  | Leonard Courtney | Leonard Courtney | Leonard Courtney | Leonard Courtney | Leonard Courtney | Leonard Courtney |  |  | Theresa Cripps | Theresa Cripps | Theresa Cripps | Theresa Cripps | Theresa Cripps  | Theresa Cripps  |                 |                 | Charles Cripps  | Charles Cripps  | Charles Cripps | Charles Cripps | Charles Cripps | Charles Cripps |  |  | Marian Cripps     | Marian Cripps     | Marian Cripps     | Marian Cripps     | Marian Cripps     | Marian Cripps     |  |  | Margaret Hobhouse | Margaret Hobhouse | Margaret Hobhouse | Margaret Hobhouse | Margaret Hobhouse | Margaret Hobhouse |  |  | Henry Hobhouse  | Henry Hobhouse  | Henry Hobhouse  | Henry Hobhouse  | Henry Hobhouse  | Henry Hobhouse  |  |  | Beatrice Webb | Beatrice Webb | Beatrice Webb | Beatrice Webb | Beatrice Webb | Beatrice Webb |  |  | Sidney Webb | Sidney Webb | Sidney Webb | Sidney Webb | Sidney Webb | Sidney Webb |
|               |               |               |               |               |               |  |  |                  |                  |                  |                  |                  |                  |  |  |                |                |                |                |                 |                 |                 |                 |                 |                 |                |                |                |                |  |  |                   |                   |                   |                   |                   |                   |  |  |                   |                   |                   |                   |                   |                   |  |  |                 |                 |                 |                 |                 |                 |  |  |               |               |               |               |               |               |  |  |             |             |             |             |             |             |
|               |               |               |               |               |               |  |  |                  |                  |                  |                  |                  |                  |  |  |                |                |                |                |                 |                 |                 |                 |                 |                 |                |                |                |                |  |  |                   |                   |                   |                   |                   |                   |  |  |                   |                   |                   |                   |                   |                   |  |  |                 |                 |                 |                 |                 |                 |  |  |               |               |               |               |               |               |  |  |             |             |             |             |             |             |
|               |               |               |               |               |               |  |  |                  |                  |                  |                  |                  |                  |  |  |                |                |                |                | Stafford Cripps | Stafford Cripps | Stafford Cripps | Stafford Cripps | Stafford Cripps | Stafford Cripps |                |                |                |                |  |  |                   |                   |                   |                   |                   |                   |  |  | Stephen Hobhouse  | Stephen Hobhouse  | Stephen Hobhouse  | Stephen Hobhouse  | Stephen Hobhouse  | Stephen Hobhouse  |  |  | Arthur Hobhouse | Arthur Hobhouse | Arthur Hobhouse | Arthur Hobhouse | Arthur Hobhouse | Arthur Hobhouse |  |  |               |               |               |               |               |               |  |  |             |             |             |             |             |             |

## Residencias deStandish HouseyThe Argoed
La familia vivió inicialmente en Hempsted, Gloucestershire. Desde 1853, Potter arrendó Standish House y sus 30 acres (12,1 ha) de terreno, ubicado en Standish, Gloucestershire, a James Dutton, 3.er Barón Sherborne. La familia Potter se mudó a la casa, y allí nacieron las tres últimas hijas de la pareja y su hijo menor.
Potter desarrolló los jardines según los principios de la era victoriana, construyendo extensos invernaderos con calefacción para permitir que la familia se alimentara correctamente. Así, pudo disponer de uvas, además de una casa dedicada al cultivo de setas y de berros. Un manantial proporcionaba un flujo constante de agua durante todo el año, construyéndose un estanque mediante la disposición de una presa de paredes de ladrillo. Debajo de la presa había un depósito de hielo, que estaba disponible durante todo el año.
En 1865, Potter compró The Argoed, una casa del siglo XVII en Penallt, Monmouthshire.

## Muerte
Su esposa Lawrencina murió en 1882, y los miembros restantes de la familia se mudaron de Standish House. Richard se trasladó a Box House en Minchinhampton, donde murió el 1 de enero de 1892.